# Z Volantis
Z Volantis är en kortperiodisk förmörkelsevariabel av Algol-typ (EA) i stjärnbilden Flygfisken.
Stjärnan har en fotografisk magnitud som varierar mellan +14,5 och 15,5 med en period som inte är fastslagen.